# Música de ascensor
La música de ascensor (también conocida como Muzak o hilo musical) es un tipo de música de fondo que se reproduce en los ascensores, en espacios públicos y durante las llamadas telefónicas cuando se ponen en espera. Antes de la aparición de Internet, este tipo de música a menudo se "enviaba" a empresas y hogares a través de líneas telefónicas, redes privadas o transmisiones de radio específicas (como en Music While You Work de la BBC, donde se instalaron potentes altavoces en las fábricas para hacer la transmisión audible).
Si bien no existe un estilo musical específico asociado a la música de ascensor, ésta generalmente involucra temas instrumentales simples y de cadencias pausadas basados en la música popular y en la música clásica. Este tipo de música fue producida, por ejemplo, por la Orquesta Mantovani y por directores como Franck Pourcel y James Last, y alcanzó su punto máximo de popularidad alrededor de los años 1970.
En los últimos tiempos, la música de ascensor también se genera por ordenador componiendo las partituras algorítmicamente.

## Otros usos
El término también se puede utilizar para otros tipos de música fácil de escuchar,como el jazz melódico o la música ligera.
Este estilo de música se utiliza a veces con efectos cómicos en los medios de comunicación como el cine, donde escenas intensas o dramáticas pueden ser interrumpidas o intercaladas con música anodina mientras los personajes usan un ascensor. Algunos videojuegos han utilizado la música de manera similar: Metal Gear Solid 4, donde se puede acceder a algunas pistas con temas de música de ascensor en el iPod del juego, así como System Shock, Rise of the Triad: Dark War, GoldenEye 007, Mass Effect y Earthworm Jim.

## Oposición
Hay una serie de movimientos, como Pipedown, que se dedican a reducir el alcance y la intrusión del hilo musical. Este grupo activista en concreto expone que algunas personas pueden sentirse profundamente molestas por el hilo musical, e incluso les perjudica el disfrute del ocio o les hace salir de las tiendas. Sugieren que ocho de cada 10 personas han abandonado antes de tiempo un establecimiento porque había demasiado ruido. 